# Phaolô Taguchi Yoshigorō
Phaolô Taguchi Yoshigorō (パウロ 田口 芳五郎 20 tháng 7 năm 1902 – 23 tháng 2 năm 1978) là một Hồng y người Nhật Bản của Giáo hội Công giáo Rôma. Ông từng đảm nhận vị trí Tổng giám mục Tổng giáo phận Osaka và Chủ tịch Hội đồng Giám mục Nhật Bản. Ông cũng đóng vai trò nghị phụ, tham dự đầy đủ quá trình của Công đồng Vaticanô II.

## Tiểu sử
Hồng y Paul Yashigoro Taguchi sinh ngày 20 tháng 7 năm 1902 tại Shittsu, Nhật Bản. Sau quá trình tu học theo chương trình chủng viện theo Giáo luật Công giáo, ngày 22 tháng 12 năm 1928, Phó tế Taguchi được truyền chức linh mục. Ngày 30 tháng 11 năm 1940, linh mục Taguchi, 38 tuổi trở thành Phủ doãn Tông Tòa Hạt Phủ doãn Tông Tòa Osaka. Sau đó, năm 1941, linh mục Taguchi còn kiêm thêm nhiệm vụ Phủ doãn Tông Tòa Hạt Phủ doãn Tông Tòa Shikoku.
Một năm sau khi được trao trọng trách Phủ doãn Tông Tòa, ngày 25 tháng 11 năm 1941, Tòa Thánh loan tin chọn ông làm Giám mục chính tòa cho Giáo phận Osaka, vừa nâng cấp từ Hạt Phủ doãn Osaka. Các nghi thức tấn phong cho vị tân giám mục đã được cử hành vào ngày 14 tháng 12 năm 1941. Ba giáo sĩ tham gia chính vào nghi thức tấn phong, có chủ phong Paolo Marella, Tổng giám mục, Khâm sứ Tòa Thánh tại Nhật Bản. Cùng nghi lễ còn có hai giáo sĩ phụ phong là Tổng giám mục Tổng giáo phận Tokyo Peter Tatsuo Doi và Johannes Peter Franziskus Ross, S.J., nguyê Đại diện Tông Tòa Hạt đại diện Tông Tòa Hirosima. Vị giám mục tân chức đã chọn khẩu hiệu cho mình là Mater mea fiducia mea.
Năm 1963, ông chính thức chấm dứt nhiệm vụ tại Shikoku. Giám mục Taguchi tham dự đầy đủ bốn phiên họp khoáng đại của Công đồng Vatican II với vai trò nghị phụ. Sau đó sáu năm, ngày 24 tháng 7 năm 1969, Tòa Thánh thăng Giáo phận Osaka thành Tổng giáo phận, đồng thời tái bổ nhiệm Giám mục Taguchi, với chức danh mới là Tổng giám mục chính tòa. Bốn năm sau đó, ngày 5 tháng 3 năm 1973, Giáo hoàng Phaolô VI đã quyết định vinh thăng Tổng giám mục Taguchi tước vị Hồng y nhà thờ Santa Maria in Via. Ngày 23 tháng 2 năm 1978, ông qua đời, thọ 76 tuổi. Ngoài các chức danh chính thức từ Tòa Thánh, Hồng y Taguchi còn kiêm nhiệm vai trò Chủ tịch Hội đồng Giám mục Nhật Bản từ năm 1970 cho đến khi qua đời.